# Ibirité
Ibirité is een gemeente en stad in de Braziliaanse deelstaat Minas Gerais. De stad maakt deel uit van de grootstedelijke mesoregio Belo Horizonte en van de microregio Belo Horizonte. De bevolking bedraagt 177.475 (in 2017).
Ibirité ontstond in 1880 als dorp met de naam Pantano de Vargas, in de parochie Sabará. Later werd het dorp door de Russische pedagoge Helena Antipoff uitgekozen voor haar activiteiten. In 1897 maakte het dorp deel uit van de gemeente Santa Quitéria, thans bekend als Esmeraldas. In 1911 werd het gebied onderdeel van de gemeente Betim. In 1923 werd de naam veranderd in Ibiritê, inheems woord voor ijzeren land en in 1938 werd het een district van Betim. In 1962 werd het een zelfstandige gemeente. Het is vooral een slaapstad voor pendelaars naar Belo Horizonte en Betim.

## Aangrenzende gemeenten
De gemeente grenst aan Belo Horizonte, Betim, Brumadinho, Contagem en Sarzedo.